# 梅多肖爾斯公園 (印地安納州)
梅多肖爾斯（英語：Meadow Shores Park）是位於美國印地安納州拉格蘭奇縣的一個非建制地區。該地的面積和人口皆未知。